# Герб Мещовска
Герб Мещовска Мещо́вского муниципального района Калужской области Российской Федерации.

## Описание герба
Герб Мещовска был Высочайше утверждён 10 марта 1777 года императрицей Екатериной II вместе с другими гербами городов Калужского наместничества (ПСЗ, 1777, Закон № 14596)
Высочайше утверждённый герб имел следующее описание:

«Въ зеленомъ полѣ три колоса златые, поставленные стропиломъ концемъ вверхъ, показующія плодоносіе окружныхъ полей».

## История герба
Город Мещовск имеет богатую историю: впервые Мещовск упоминается в летописи 1238 года как один из уделов Северской земли. В XV веке город входил в Великое княжество Литовское, в 1504 году присоединён к Русскому государству, в 1584 году выдержал осаду крымского хана, в 1608 году — Лжедмитрия II.
С 1776 года Мещовск стал уездным городом Мещовского уезда Калужского наместничества.
10 (21) марта 1777 года был Высочайше утверждён герб Мещовска .
В 1859 году, в период геральдической реформы Кёне, был разработан проект нового герба Мещовска, (официально не утверждён):
«В зелёном поле 3 золотых колоса. В вольной части герб Калужской губернии. Щит увенчан серебряной стенчатой короной и окружён золотыми колосьями, соединёнными Александровской лентой».

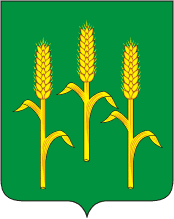
Герб Мещовского района (2003 год)

В советский период герб Мещовска (1777 года) не использовался.
В постсоветский период законодательное решение о возрождении или восстановлении исторического герба города в качестве официального символа Мещовска, городскими властями пока не принято.
11 сентября 2003 года Решением № 12 Собрание депутатов Мещовского района был утверждён герб района, основанный на историческом гербе города Мещовска 1777 года и практически полностью повторяющий его рисунок.
Реконструкция герба района и составление его описания было произведено Союзом геральдистов России.
Авторы реконструкции герба района: идея — Константин Мочёнов (Химки); компьютерный дизайн — Юрий Коржик (Воронеж); обоснование символики — Галина Туник (Москва).